# Vezina Trophy

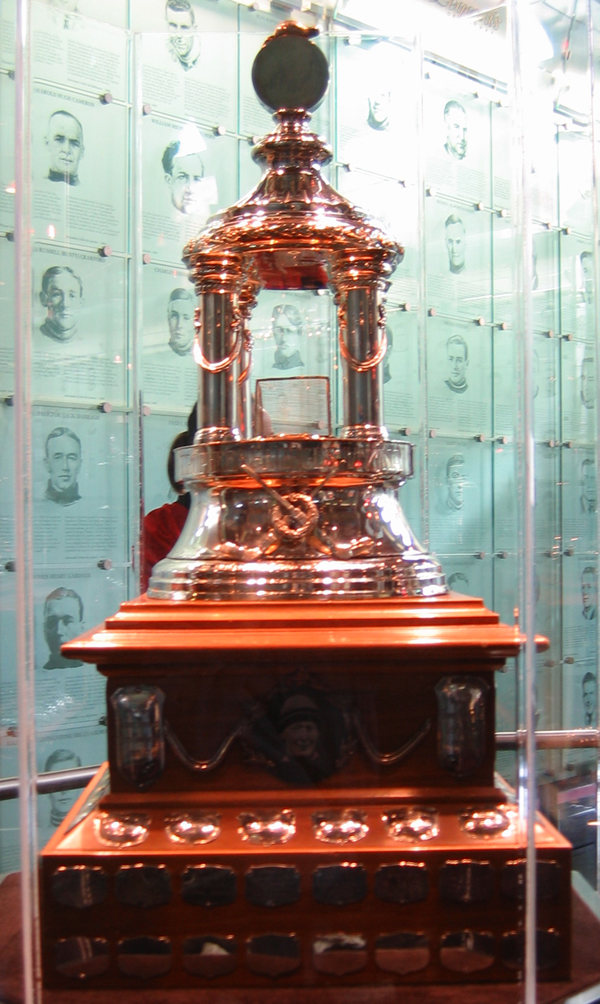
Vezina Trophy

De Vezina Trophy wordt ieder seizoen uitgereikt aan de beste doelverdediger van de National Hockey League. De prijs is vernoemd naar George Vézina (1887-1926), de eerste keeper die een shutout op zijn naam schreef. Vézina overleed tijdens een seizoen aan tuberculose. Sinds 1927 wordt de Vezina Trophy uitgereikt in de naam van hem.
Tot 1981 werd de Vezina Trophy gegeven aan de doelman met de minste goals tegen. In feite gaat de prijs dan naar de doelman bij het best verdedigende team, in plaats van de beste doelverdediger. Sindsdien is er de William M. Jennings Trophy die wordt uitgereikt aan de doelverdediger spelend voor het team met de minste doelpunten tegen. De Vezina Trophy wordt sindsdien gegeven aan de beste doelman, gekozen door de voorzitters van alle NHL-ploegen.
Jacques Plante is recordhouder met zeven overwinningen, maar die waren allemaal voor 1980. Dominik Hašek won de trofee zes keer en is daarmee recordhouder van het aantal overwinningen van de Vezina Trophy in de huidige vorm.

## Winnaars
| Seizoen | Winnaar                      | Leeftijd | Team                  | Win/Verlies | GAA  | SV%  | Aantal gewonnen keren |
| ------- | ---------------------------- | -------- | --------------------- | ----------- | ---- | ---- | --------------------- |
| 2018    | Pekka Rinne                  | 35       | Nashville Predators   | 42/13       | 2.31 | .927 | 1                     |
| 2017    | Sergei Bobrovsky             | 28       | Columbus Blue Jackets | 41/17       | 2.06 | .931 | 2                     |
| 2016    | Braden Holtby                | 26       | Washington Capitals   | 48/9        | 2.20 | .922 | 1                     |
| 2015    | Carey Price                  | 27       | Montreal Canadiens    | 44/16       | 1.96 | .933 | 1                     |
| 2014    | Tuukka Rask                  | 26       | Boston Bruins         | 36/15       | 2.04 | .930 | 1                     |
| 2013    | Sergei Bobrovsky             | 24       | Columbus Blue Jackets | 21/11       | 2.00 | .932 | 1                     |
| 2012    | Henrik Lundqvist             | 29       | New York Rangers      | 39/18       | 1.97 | .930 | 1                     |
| 2011    | Tim Thomas                   | 36       | Boston Bruins         | 35/11       | 2.00 | .938 | 2                     |
| 2010    | Ryan Miller                  | 29       | Buffalo Sabres        | 41/18       | 2.22 | .929 | 1                     |
| 2009    | Tim Thomas                   | 34       | Boston Bruins         | 36/11       | 2.10 | .933 | 1                     |
| 2008    | Martin Brodeur               | 35       | New Jersey Devils     | 44/27       | 2.17 | .920 | 4                     |
| 2007    | Martin Brodeur               | 34       | New Jersey Devils     | 48/23       | 2.18 | .922 | 3                     |
| 2006    | Miikka Kiprusoff             | 29       | Calgary Flames        | 42/20       | 2.07 | .923 | 1                     |
| 2005    | Geen winnaar door de staking |          |                       |             |      |      |                       |
| 2004    | Martin Brodeur               | 31       | New Jersey Devils     | 38/26       | 2.03 | .917 | 2                     |
| 2003    | Martin Brodeur               | 30       | New Jersey Devils     | 41/23       | 2.02 | .914 | 1                     |
| 2002    | Jose Theodore                | 25       | Montreal Canadiens    | 30/24       | 2.11 | .931 | 1                     |
| 2001    | Dominik Hašek                | 36       | Buffalo Sabres        | 37/24       | 2.11 | .921 | 6                     |
| 2000    | Olaf Kolzig                  | 29       | Washington Capitals   | 41/20       | 2.24 | .917 | 1                     |
| 1999    | Dominik Hašek                | 34       | Buffalo Sabres        | 30/18       | 1.87 | .937 | 5                     |
| 1998    | Dominik Hašek                | 33       | Buffalo Sabres        | 33/23       | 2.09 | .923 | 4                     |
| 1997    | Dominik Hašek                | 32       | Buffalo Sabres        | 37/20       | 2.27 | .930 | 3                     |
| 1996    | Jim Carey                    | 21       | Washington Capitals   | 35/24       | 2.26 | .906 | 1                     |
| 1995    | Dominik Hašek                | 30       | Buffalo Sabres        | 19/14       | 2.11 | .930 | 2                     |
| 1994    | Dominik Hašek                | 29       | Buffalo Sabres        | 30/20       | 1.95 | .930 | 1                     |
| 1993    | Ed Belfour                   | 27       | Chicago Blackhawks    | 41/18       | 2.59 | .906 | 2                     |
| 1992    | Patrick Roy                  | 26       | Montreal Canadiens    | 36/22       | 2.36 | .914 | 3                     |
| 1991    | Ed Belfour                   | 25       | Chicago Blackhawks    | 43/19       | 2.47 | .910 | 1                     |
| 1990    | Patrick Roy                  | 24       | Montreal Canadiens    | 31/16       | 2.53 | .912 | 2                     |
| 1989    | Patrick Roy                  | 23       | Montreal Canadiens    | 33/5        | 2.47 | .908 | 1                     |
| 1988    | Grant Fuhr                   | 25       | Edmonton Oilers       | 40/24       | 3.43 | .881 | 1                     |
| 1987    | Ron Hextall                  | 22       | Philadelphia Flyers   | 37/21       | 3.00 | .902 | 1                     |
| 1986    | Jon Vanbiesbroeck            | 22       | New York Rangers      | 31/21       | 3.32 | .887 | 1                     |
| 1985    | Pelle Lindbergh              | 22       | Philadelphia Flyers   | 40/17       | 3.02 | .899 | 1                     |
| 1984    | Tom Barrasso                 | 18       | Buffalo Sabres        | 26/12       | 2.84 | .893 | 1                     |
| 1983    | Pete Peeters                 | 25       | Boston Bruins         | 40/11       | 2.36 |      | 1                     |
| 1982    | Billy Smith                  | 31       | New York Islanders    | 32/9        | 2.97 |      | 1                     |

GAA= Goals against average= gemiddeld aantal goals tegen

SV%= Shot saved percentage= percentage gestopte schoten

## Winnaars (oude stijl)
| Seizoen | Winnaar         | Leeftijd | Team               | Win/Verlies | GAA  | Aantal gewonnen keren |
| ------- | --------------- | -------- | ------------------ | ----------- | ---- | --------------------- |
| 1981    | Richard Sevigny | 23       | Montreal Canadiens | 20/4        | 2.40 | 1                     |

Eastern Conference
Western Conference
Stanley Cup · Clarence S. Campbell Bowl · Prince of Wales Trophy · Presidents' Trophy · Hart Memorial Trophy · Lester B. Pearson Award · Conn Smythe Trophy · Art Ross Memorial Trophy · Maurice Richard Trophy · Calder Memorial Trophy · James Norris Memorial Trophy · Frank J. Selke Trophy · NHL plus/minus Award · Bill Masterton Memorial Trophy · Lady Byng Memorial Trophy · King Clancy Memorial Trophy · Mark Messier Leadership Award · Vezina Trophy · Roger Crozier Saving Grace Award · William M. Jennings Trophy · Jack Adams Award · Lester Patrick Trophy